# 亚蹄盖蕨
亚蹄盖蕨（学名：Deparia allantodioides）为蹄盖蕨科假鳞毛蕨属下的一个种。

## 扩展阅读
- 維基物種上的相關：亚蹄盖蕨